# Carn Llidi
Carn Llidi är en kulle i Storbritannien.   Den ligger i kommunen Pembrokeshire och riksdelen Wales, i den sydvästra delen av landet, 400 km väster om huvudstaden London. Toppen på Carn Llidi är 150 meter över havet, eller 107 meter över den omgivande terrängen. Bredden vid basen är 3,5 km.
Terrängen runt Carn Llidi är platt. Havet är nära Carn Llidi åt nordväst.  Närmaste större samhälle är St Davids, 3,1 km sydost om Carn Llidi. Trakten runt Carn Llidi består i huvudsak av gräsmarker.